# Campeonato Peruano de Fútbol Femenino de 2012
El Campeonato Nacional de Fútbol Femenino 2012 fue un torneo, que a pesar de su nombre, se culminó en el 2013. Este torneo otorgó un cupo a la Copa Libertadores Femenina 2013. Para clasificar a este torneo era necesario ganar los torneos a nivel regional.

## Etapa regional

### Región sur
En este torneo participan los departamentos de Tacna y Arequipa. El club Internacional de Arequipa participó en su condición de campeón departamental.
El Club Internacional consiguió por primera vez el campeón regional de Fútbol Femenino 2012 al imponerse 2-0 a Universidad Nacional de Tacna (Untac) en el partido de vuelta disputado en el estadio Melgar. Luego de haber ganado en Tacna el partido de ida (1-0)

### Campeonato metropolitano 2012
En este torneo se jugó en Lima y salió campeón el club JC Sport Girls. Se desarrolló bajo el formato de torneo apertura y clausura. El torneo apertura empezó el 15 de julio de 2012. Del 7 de octubre al 2 de diciembre de 2012 se desarrolló el clausura. Participaron ocho equipos con jugadoras sub-20, con la posibilidad de que cada equipo pueda reforzarse con cuatro deportistas mayores de 20 años pero menores de 32. La primera ronda fue el apertura y la segunda el clausura.
| Participantes                   | PJ | PG | PE | PP | GF | GC | DG  | Puntos |
| ------------------------------- | -- | -- | -- | -- | -- | -- | --- | ------ |
| JC Sport Girls                  | 7  | 7  | 0  | 0  | 29 | 3  | 26  | 21     |
| JC Soccer Academy               | 7  | 5  | 0  | 2  | 13 | 4  | 9   | 15     |
| Real Maracana                   | 7  | 4  | 1  | 2  | 16 | 5  | 11  | 13     |
| La Cantera**                    | 7  | 4  | 0  | 3  | 24 | 15 | 9   | 12     |
| Talemtus Minka                  | 7  | 3  | 1  | 3  | 14 | 17 | -3  | 10     |
| San Felipe                      | 7  | 2  | 0  | 5  | 8  | 18 | -10 | 6      |
| Club Universitario de Deportes* | 7  | 1  | 2  | 4  | 11 | 17 | -4  | 5      |
| Municipalidad de La Molina      | 7  | 0  | 0  | 7  | 2  | 37 | -35 | 0      |

*El entrenador de Universitario de Deportes fue Víctor Cañete.
** El técnico es Giovanni Sosa
Fecha 1 del Apertura:
JC Sport Girls vs JC Soccer Academy
La Cantera vs Municipalidad La Molina
San Felipe vs Maracaná
Universitario de Deportes vs Talentus
Fecha 2 del Apertura:
La Cantera 1-0 JS Soccer Academy
Fecha 3 del Apertura: (se disputó en el Círculo Militar de Chorrillos)
JC Sport Girls 5-2 Universitario
La Cantera 5-1 Talentus Callao
Real Maracaná 8-1 Municipalidad de La Molina
JS Soccer 1-0 San Felipe
Fecha 4 del Apertura:
Real Maracaná 3-1 La Cantera
Fecha 5 del Apertura:
JC Sport Girls 3-1 La Cantera
Fecha 6 del Apertura:
San Felipe 6-4 La Cantera
Fecha 7 del Apertura:
La Cantera 6-2 Universitario (1 de setiembre)
Fecha 1 del Clausura:
La Cantera 4-1 Municipalidad de La Molina (7 de octubre en la Videna de San Luis)
Fecha 13 del clausura:
La Cantera 2-1 San Felipe
Universitario 1-0 Municipalidad de La Molina
JC Sport Girls 4-0 Talemtus Minka
Real Maracaná 1-0 JC Soccer

## Etapa nacional

### Final
El domingo 29 de septiembre en el campo sintético del complejo deportivo de la FPF (La Videna). En la final, JC Sport Girls (Lima) se impuso por 3-0 a Internacional (Arequipa)
| 1          | Fiorella Valverde  |       |
| 17         | Fabiola Herrera    | Salió |
| 2          | Miriam Carrasco    |       |
| 23         | Nelly Carbonel     |       |
| 9          | Liliana Neyra      |       |
| 16         | Gabriela León      |       |
| 14         | Fiorella Valeriano |       |
| 7          | Gladys Dorador     |       |
| 8          | Deysi Grandes      |       |
| 13         | Karla Vicente      | Salió |
| 6          | Inés Ticona        |       |
| Entrenador | Yony Machacuay.    |       |

| 1          | Piareli Valdivia   |       |
| 2          | Luz Hacho          |       |
| 3          | Lucía Cárdenas     |       |
| 4          | Yaqueline Calcina  |       |
| 6          | Lucía Cuadros      | Salió |
| 10         | Yoana Rivera       |       |
| 9          | Maribel Ugarte     |       |
| 8          | Elisa Delgado      |       |
| 11         | María Reynoso      |       |
| 13         | Alejandra Castillo |       |
| 14         | Karla Manga        |       |
| Entrenador | Luey Rodríguez     |       |

| Herrera x Pacheco  | Entró |
| Vicente x Gonzales | Entró |

| Cuadros x Sucapuca | Entró |

| Anotado | 23' | Liliana Neyra  | 1-0 |
| Anotado | 60' | Gladys Dorador | 2-0 |
| Anotado | 80' | Gladys Dorador | 3-0 |